# Gianfranco Rosi
Gianfranco Rosi (Aszmara, Eritrea, 1964.) olasz filmrendező, producer, forgatókönyvíró. Sacro GRA című filmjét Arany Oroszlán díjjal tüntették ki a 70. Velencei Nemzetközi Filmfesztiválon. A Sacro GRA volt az első dokumentumfilm, amely Arany Oroszlánt nyert a velencei fesztivál történetében. 2016-ban Fuocammare című filmje elnyerte az Arany Medve díjat a 66. Berlini Nemzetközi Filmfesztiválon.

## Élete és pályafutása
1964-ben született az eritreai Aszmarában. 13 éves volt, amikor az eritreai függetlenségi háború idején katonai repülőgéppel Olaszországba menekítették szülei nélkül. Fiatalkorában Rómában és Isztambulban élt, majd húszévesen New Yorkba költözött, hogy a New York University Film School hallgatója lehessen. Olasz és amerikai állampolgár.

## Filmjei
- 1993 - Boatman
- 2001 - Afterwords
- 2008 - Below Sea Level
- 2010 - El Sicario, Room 164
- 2013 - Sacro GRA
- 2016 - Tűz a tengeren